# Зимові Олімпійські ігри 2014
Зимові Олімпійські ігри 2014, (англ. 2014 Winter Olympics, фр. Jeux Olympiques d'hiver de 2014, офіційна назва — XXII зимові Олімпійські ігри) — міжнародні спортивні змагання 7—23 лютого 2014 року в місті Сочі, Росія. За результатами розслідування ВАДА — другі змагання міжнародного рівня (після олімпіади 1980 року у Москві), в яких всупереч загальноприйнятим правилам спортивних змагань було застосовано систему допінгу на державному рівні.
Столицю Олімпіади обрали під час 119-ї сесії МОК в місті Гватемала, столиці Гватемали 4 липня 2007 . На території Росії Олімпійські ігри пройшли вдруге (до цього в Москві 1980 року пройшли XXII літні Олімпійські ігри), і вперше — зимові Ігри.
Після закінчення Олімпійських ігор на тих же об'єктах проведено зимові Паралімпійські ігри 2014.

## Передісторія

### Вибори міста проведення
У 1-му турі голосування, в якому брали участь 97 учасників-представників країн МОК, вибув австрійський Зальцбург. У 2-му турі перемогу здобула заявка Сочі, вигравши у Пхьончхана 4 голоси (51 проти 47). Вперше Росія мала приймати Зимові Олімпійські ігри.
| Місто     | Країна         | 1-й раунд | 2-й раунд |
| Сочі      | Росія          | 34        | 51        |
| Пхьончхан | Південна Корея | 36        | 47        |
| Зальцбург | Австрія        | 25        | —         |

### Передача Олімпійського прапора Сочі
1 березня 2010 на церемонії закриття Олімпіади-2010 президент МОК Жак Рогге передав Олімпійський прапор меру Сочі Анатолію Пахомову. Пролунав гімн Росії у виконанні Московського державного академічного камерного хору (диригент Володимир Мінін), і над стадіоном столиці Олімпіади-2010 був піднятий прапор Росії. Після цього почалося урочисте представлення Сочі — столиці Олімпіади-2014. Вступна частина відкрилася символічним Тунгуським метеоритом, який з'явився у рік, коли Російська імперія вперше була представлена на Олімпійських іграх. Потім із землі почали рости крижані кристали, дано старт символічному забігу, космонавт запустив Супутник, і по стадіону промчала російська "тройка". З'явився монумент "Робітник і колгоспниця" на тлі розвідних мостів і монументу «Підкорювачам космосу». У нічному небі ширяла балерина на дошці для сноубордингу. Спортсменка Наталя Водянова підняла прозору кулю з логотипом Олімпіади-2014, дмухнула на екран, відтак з'являвився морозний візерунок з написом «Welcome to Sochi».
Починається основна частина вистави. Білосніжка в оточенні 7 гномів торкається чарівною паличкою прозорої кулі, і по стадіону рухаються люди всередині прозорих сфер, поступово пришвидшуючи рух. Глядачі на стадіоні переносяться в Москву, де на Червоній площі симфонічний оркестр Маріїнського театру під керуванням Валерія Гергієва всередині світляних Олімпійських кілець виконує музику Георгія Свиридова до кінофільму «Час, вперед!». Після цього на стадіоні лунає музика 3-ї частини 6-ї симфонії Чайковського, і на сцену виходять артисти Маріїнського (прима-балерина Уляна Лопаткіна), Большого і Новосибірського театрів, які в танці створюють символи олімпійських видів спорту, виступаючи в костюмах різних епох історії Росії: Російської імперії, Німецько-радянської війни та сучасності.
Дельфін, знятий з-під води знизу (помітний цікавий ефект «вікна», спостережуваний при такому ракурсі зйомки), переносить глядачів на берег залитого місячним світлом Чорного моря, де просто неба на льоду виступають спортсмени Тетяна Навка та Роман Костомаров. У цей час на стадіоні Олімпіади-2010 на вертикальних щитах рухаються рядки тексту з основними фактами про Сочі. На сцену викочують кулю, всередині якої — російська "тройка" і символ науки. На кулі в костюмі Жар-птиці співає арію з опери «Князь Ігор» оперна співачка Марія Гулегіна.
|                                                                   |  |  |
| Пам'ятна монета НБУ номіналом 2 грн., присвячена Олімпіаді в Сочі |  |  |

Під залпи салюту на стадіон виходять люди, які символізують минуле, сьогодення та майбутнє російського спорту: Владислав Третьяк, Ірина Родніна, Євген Плющенко і Олександр Овечкін, діти відомих спортсменів Катерини Гордєєвої, Сергія Гринькова та Ігоря Ларіонова. Вони вітають глядачів на стадіоні, в центрі стадіону — смуги кольорів Російського прапора. Презентація завершується появою на стадіоні велетенського логотипу Олімпіади-2014.

## Символіка

### Емблема-логотип

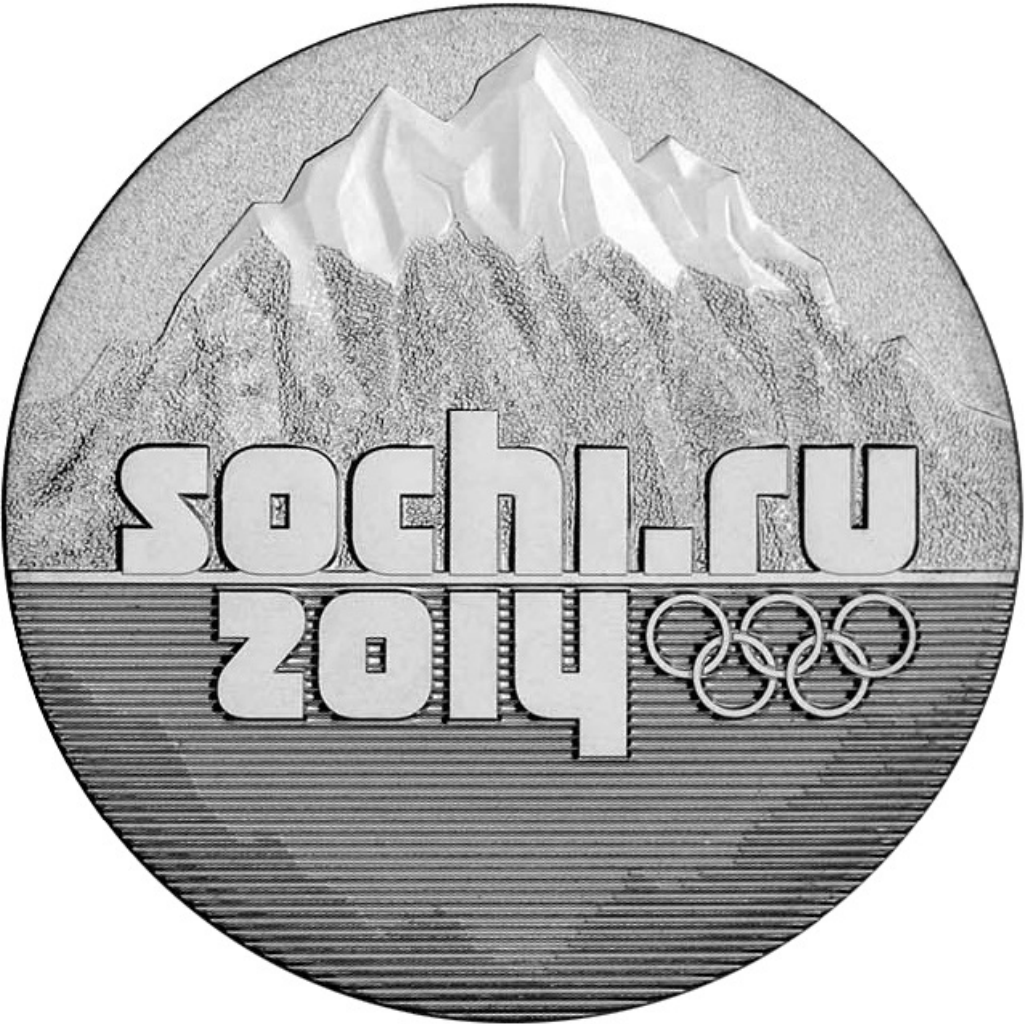
Емблема Олімпіади на памятній монеті 2011

1 грудня 2009 Оргкомітет «Сочі 2014» на ковзанці, влаштованій на Красній площі в Москві, представив емблему (логотип) Ігор-2014. Ведучими були спортивний журналіст Кирило Набутов і олімпійська чемпіонка у спортивних танцях на льоду Тетяна Навка. Хвилиною мовчання учасники вшанували пам'ять загиблих під час катастрофи «Невського експреса», президент МОК Жак Рогге, представники оргкомітету та ведучі висловили співчуття. Потім виступили Олімпійський чемпіон, чемпіон світу в слаломі Жан-Клод Кіллі, президент Оргкомітету ігор Дмитро Чернишенко, представник уряду Росії Дмитро Козак. У льодовому шоу чемпіона світу та Європи Іллі Авербуха брали участь олімпійські чемпіони та призери Олімпійських ігор, чемпіони світу та Європи Владислав Третьяк, В'ячеслав Фетисов, Сергій Макаров, Роман Костомаров, Олексій Ягудін, Ірина Слуцька, чемпіони світу Албена Денкова і Максим Стависький, інші відомі спортсмени. Зірки російської естради відспівали гімн Сочі, виступили переможці Євробачення 2008 (Діма Білан) і Євробачення 2009 (Олександр Рибак), а також Валерія, Лариса Доліна, МакSим, інші відомі артисти. Відбувся телеміст Москва — Красна Поляна, де відомий телеведучий Андрій Малахов представив емблему сочинцям. Лев Лещенко і Алсу заспівали пісню про Олімпійського ведмедика, а на великому екрані показували кадри Олімпійських ігор у Москві.

### Талісмани

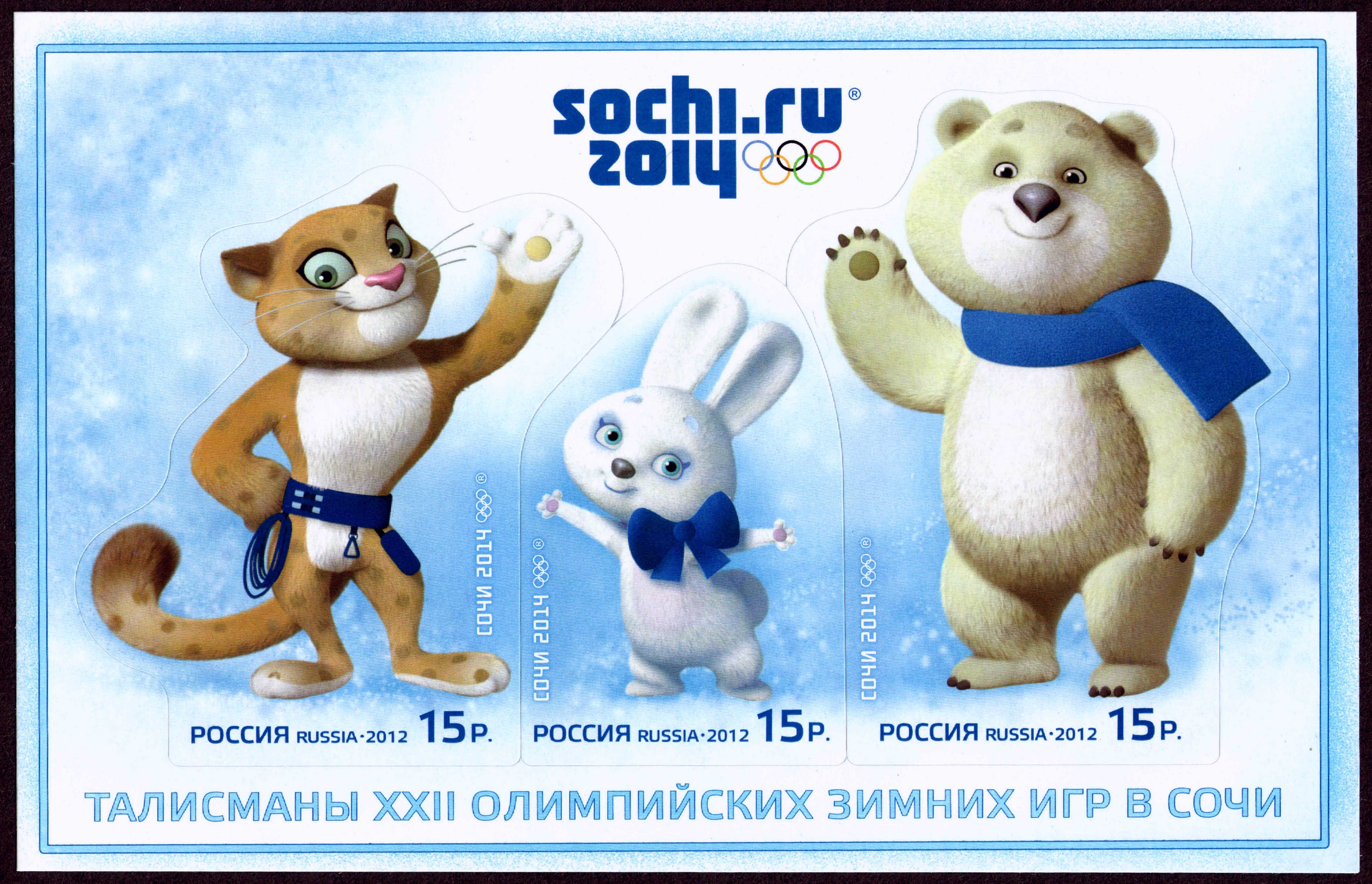
Леопард, Зайка і Білий ведмідь — талісмани зимових Олімпійських ігор 2014

Жителі Сочі як талісману зимових Олімпійських ігор-2014 віддали перевагу дельфіну на лижах [Архівовано 3 березня 2012 у Wayback Machine.] ярославської художниці Ольги Бєляєвої. Голосування проходило 2 березня 2008 року водночас із виборами Президента Росії на всіх виборчих дільницях міста серед 270 тисяч виборців. Але після того, як результати голосування оприлюднили, представник оргкомітету «Сочі-2014» зазначив, що офіційно талісман зимових Ігор буде оголошений не раніше 2011 року .
1 вересня 2010 організаційний комітет зимових олімпійських і паралімпійських ігор в Сочі спільно з газетою «Известия» оголосили всеросійський конкурс талісманів ігор. На конкурс було надіслано 24 048 робіт з усіх регіонів Росії і від громадян, які проживають за кордоном. Проводилося голосування на офіційному сайті талісманів Олімпіади 2014 [Архівовано 2 березня 2014 у Wayback Machine.]. До грудня на офіційному сайті голосування найбільше голосів набрали претенденти, що не увійшли до фінального списку: Зойч і Варежки. А до цього перше місце утримував білий ведмідь. 21 грудня журі обрало з них 10 варіантів для Олімпійських ігор і 3 для Паралімпійських для подальшого голосування і затвердження.
З 2 лютого 2011 працював альтернативний сайт  з голосуванням за відібраних фіналістів, де до 26 лютого 2011 визначилася трійка найпопулярніших талісманів у складі Білого ведмедя, Діда Мороз, Леопарда.
З фінальних варіантів талісмани були остаточно вибрані 26 лютого 2011 при голосуванні у телешоу «Талісманія. Сочі 2014. Фінал». Журі оголосило відразу трьох переможців, які й стали талісманами : Білий ведмедик, Леопард та Заєць.
Коментуючи підсумки виборів, Президент Оргкомітету «Сочі 2014» Дмитро Чернишенко заявив:
| Сьогодні Ігри в Сочі отримали свої символи — вперше в історії Олімпійського руху їх вибирала вся країна! За результатами голосування було прийнято рішення, що переможцями конкурсу за олімпійським принципом стануть перші три талісмани, які були вибрані під час народного голосування. Ці персонажі — вибір всієї нашої країни. Це Білий ведмедик, Зайчик і Леопард, і вони вже стали частиною історії світового Олімпійського руху! Оригінальний текст (рос.) Сегодня Игры в Сочи получили свои символы — впервые в истории Олимпийского движения их выбирала вся страна! По результатам голосования было принято решение, что победителями конкурса по олимпийскому принципу станут вошедшие в первую тройку при народном голосовании. Эти персонажи — выбор всей нашей страны. Это Белый мишка, Зайка и Леопард, и они уже стали частью истории мирового Олимпийского движения! |

Відповідно до оголошеного вибору спортсменів-паралімпійців, талісманами Паралімпійських ігор стали Лучик і Сніжинка.

## Церемонія відкриття зимових Олімпійських ігор 2014
Церемонія відкриття зимових Олімпійських ігор 2014 розпочалася о 20:14 за московським часом (UTC+4) 7 лютого 2014 року на олімпійському стадіоні «Фішт» у російському місті Сочі.

## Змагання
Проведення змагань з 15 зимових видів спорту було оголошено в рамках зимових Олімпійських ігор 2014 року. Вісім видів належать до льодових: бобслей, санний спорт, скелетон, хокей з шайбою, фігурне катання, ковзанярський спорт, шорт-трек і керлінг, а решту лижні змагання: гірськолижний спорт, сноубординг, фрістайл, біатлон, лижні перегони, стрибки з трампліна та лижне двоборство.
| - Гірськолижний спорт (10) - Біатлон (10) - Бобслей (3) - Лижні перегони (12) | - Керлінг (2) - Фігурне катання (4) - Фрістайл (6) - Хокей з шайбою (2) | - Санний спорт (3) - Лижне двоборство (3) - Шорт-трек (8) - Скелетон (2) | - Стрибки з трампліна (3) - Сноубординг (6) - Ковзанярський спорт (12) |

## Календар
Нижче наведено розклад змагань на зимових Олімпійських іграх 2014 згідно з офіційним сайтом Ігор :
| ● | Церемонія відкриття | ● | Кваліфікаційні змагання | ● | Фінали змагань | ● | Показові виступи | ● | Церемонія закриття |

| Число               | Число               | Число  | 07.02 | 08.02 | 09.02 | 10.02 | 11.02 | 12.02 | 13.02 | 14.02 | 15.02 | 16.02 | 17.02 | 18.02 | 19.02 | 20.02 | 21.02 | 22.02 | 23.02 | Медалі |
| ------------------- | ------------------- | ------ | ----- | ----- | ----- | ----- | ----- | ----- | ----- | ----- | ----- | ----- | ----- | ----- | ----- | ----- | ----- | ----- | ----- | ------ |
| Церемонії           | Церемонії           |        | ●     |       |       |       |       |       |       |       |       |       |       |       |       |       |       |       | ●     |        |
| Біатлон             | Біатлон             |        |       | 1     | 1     | 1     | 1     |       | 1     | 1     |       | 1     | 1     |       | 1     |       | 1     | 1     |       | 11     |
| Бобслей             | Бобслей             |        |       |       |       |       |       |       |       |       |       |       | 1     |       | 1     |       |       |       | 1     | 3      |
| Гірськолижний спорт | Гірськолижний спорт |        |       |       | 1     |       | 1     | 1     |       | 1     | 1     | 1     | 1     |       | 1     |       | 1     | 1     |       | 10     |
| Керлінг             | Керлінг             |        |       |       |       |       |       |       |       |       |       |       |       |       |       | 1     | 1     |       |       | 2      |
| Ковзанярський спорт | Ковзанярський спорт |        |       | 1     | 1     | 1     | 1     | 1     | 1     |       | 1     | 1     |       | 1     | 1     |       |       | 2     |       | 12     |
| Лижне двоборство    | Лижне двоборство    |        |       | 1     |       |       | 1     |       |       |       |       |       |       | 1     |       |       |       |       |       | 3      |
| Лижні перегони      | Лижні перегони      |        |       | 1     | 1     |       | 2     |       | 1     | 1     | 1     | 1     |       |       | 2     |       |       | 1     | 1     | 12     |
| Санний спорт        | Санний спорт        |        |       |       | 1     |       | 1     | 1     | 1     |       |       |       |       |       |       |       |       |       |       | 4      |
| Скелетон            | Скелетон            |        |       |       |       |       |       |       | 1     | 1     |       |       |       |       |       |       |       |       |       | 2      |
| Сноубординг         | Сноубординг         |        |       |       | 1     | 1     |       |       |       | 2     |       |       |       |       | 1     | 1     |       |       |       | 6      |
| Стрибки з трампліна | Стрибки з трампліна |        |       |       | 1     |       |       |       |       |       | 1     |       | 1     |       |       |       |       |       |       | 3      |
| Фігурне катання     | Фігурне катання     |        |       |       |       | 1     |       |       | 1     |       |       |       | 1     |       |       | 1     |       |       |       | 4      |
| Фристайл            | Фристайл            |        |       | 1     |       |       |       | 1     |       |       |       |       |       |       | 1     | 1     |       |       |       | 4      |
| Хокей               | Хокей               |        |       |       |       |       |       |       |       |       |       |       | 1     |       |       |       |       |       | 1     | 2      |
| Шорт-трек           | Шорт-трек           |        |       |       | 1     |       |       | 1     |       |       | 2     |       |       |       | 1     |       |       | 3     |       | 8      |
| Медалі              | Медалі              | Медалі |       | 5     | 8     | 5     | 5     | 7     | 6     | 5     | 6     | 4     | 5     | 4     | 7     | 5     | 3     | 9     | 2     | 86     |
| Число               | Число               | Число  | 07.02 | 08.02 | 09.02 | 10.02 | 11.02 | 12.02 | 13.02 | 14.02 | 15.02 | 16.02 | 17.02 | 18.02 | 19.02 | 20.02 | 21.02 | 22.02 | 23.02 | Медалі |

- Крім того, з 07 по 23.02.2014 пройдуть показові змагання (у рамках чемпіонату світу) з хокею з м'ячем[8].

## Учасники
| Національні олімпійські комітети, що беруть участь | Національні олімпійські комітети, що беруть участь |
| --- | --- |
| - Албанія (2) - Андорра (6) - Аргентина (7) - Вірменія (4) - Австралія (61) - Австрія (130) - Азербайджан (4) - Білорусь (26) - Бельгія (7) - Бермуди (1) - Боснія і Герцеговина (5) - Бразилія (13) - Британські Віргінські Острови (1) - Болгарія (18) - Канада (222) - Кайманові Острови (1) - Чилі (6) - Китай (66) - Хорватія (11) - Кіпр (2) - Чехія (85) - Данія (12) - Домініка (2) - Естонія (24) - Фінляндія (103) - Франція (105) - Грузія (4) - Німеччина (153) - Велика Британія (56) - Греція (7) - Гонконг (1) - Угорщина (16) - Ісландія (5) - Індія - Іран (5) - Ірландія (5) - Ізраїль (5) - Італія (113) - Ямайка (2) - Японія (113) - Казахстан (52) - Південна Корея (71) - Киргизстан (1) - Латвія (58) - Ліван (2) - Ліхтенштейн (4) - Литва (9) - Люксембург (1) - Північна Македонія (3) - Мальта (1) - Мексика (1) - Молдова (4) - Монако (5) - Монголія (2) - Чорногорія (2) - Марокко (2) - Непал (1) - Нідерланди (41) - Нова Зеландія (15) - Норвегія (134) - Пакистан (1) - Парагвай (1) - Перу (3) - Філіппіни (1) - Польща (59) - Португалія (2) - Румунія (24) - Росія (232) - Сан-Марино (2) - Сербія (8) - Словаччина (62) - Словенія (66) - Іспанія (20) - Швеція (106) - Швейцарія (168) - Китайський Тайбей (3) - Таджикистан (1) - Таїланд (2) - Східний Тимор (1) - Того (2) - Тонга (1) - Туреччина (6) - Україна (43) - США (230) - Узбекистан (3) - Венесуела (1) - Американські Віргінські Острови (1) - Зімбабве (1) | |
| Брали участь у 2010, пропустили 2014 | Брали участь у 2014, пропустили 2010 |
| - Алжир - Колумбія - Ефіопія - Гана - Північна Корея - Сенегал - ПАР | - Британські Віргінські Острови - Домініка - Люксембург - Мальта - Парагвай - Філіппіни - Таїланд - Східний Тимор - Того - Тонга - Венесуела - Американські Віргінські Острови - Зімбабве |

## Медалісти та медальний залік
Топ-10 неофіційного національного медального заліку:
Легенда
      Країна-господар
| Місце | Країна     |    |    |    | Усього |
| ----- | ---------- | -- | -- | -- | ------ |
| 1     | Норвегія   | 11 | 5  | 10 | 26     |
| 2     | Канада     | 10 | 10 | 5  | 25     |
| 3     | Росія      | 10 | 9  | 9  | 28     |
| 4     | США        | 9  | 7  | 12 | 28     |
| 5     | Нідерланди | 8  | 7  | 9  | 24     |
| 6     | Німеччина  | 8  | 6  | 5  | 19     |
| 7     | Швейцарія  | 6  | 3  | 2  | 11     |
| 8     | Білорусь   | 5  | 0  | 1  | 6      |
| 9     | Австрія    | 4  | 8  | 5  | 17     |
| 10    | Франція    | 4  | 4  | 7  | 15     |

## Церемонія закриття зимових Олімпійських ігор 2014
Церемонія закриття зимових XXII Олімпійських Ігор відбулася 23 лютого 2014 на Олімпійському стадіоні «Фішт» в Сочі, розпочалася о 20:14 за московським часом та тривала протягом 2,5 годин.

## Витрати РФ на проведення Зимових Олімпійських ігор 2014
За даними ради міжнародних відносин США, офіційний бюджет Зимових Олімпійських ігор 2014 становить 59.1 мільярди доларів США.

## Пов'язані події

### Акції протесту українських спортсменів
Громадський рух "Ми — європейці" 19 лютого звернувся до українських олімпійців із закликом припинити участь у Олімпіаді-2014 у Сочі: "У зв'язку з драматичними подіями в Україні і кровопролиттям на вулицях Києва, закликаємо українських олімпійців припинити свою участь в зимових Олімпійських іграх у Сочі в знак солідарності з народом України, розділяючи траур за загиблими" .
Українська гірськолижниця Богдана Мацьоцька в знак протесту проти дій української влади відмовилася від подальшого виступу на Олімпійських Іграх в Сочі. Про це її батько і тренер Олег Мацьоцький написав на своїй сторінці у Facebook: "Ми, члени Національної олімпійської збірної команди України: Мацьоцька Богдана та Мацьоцький Олег, вкрай обурені останніми діями президента України Віктора Януковича, який замість того, щоб вирішити конфлікт переговорами з Майданом (чого ми до кінця сподівалися, їдучи на Олімпійські Ігри в Сочі), потопив найостанніші надії Українців в крові, порушивши при цьому одвічний принцип Олімпійських Ігор - Мир під час проведення. В знак солідарності з борцями на барикадах Майдану, та в знак протесту проти бандита–президента та його холуйського уряду, ми відмовляємося від подальшого виступу на Олімпійських Іграх в Сочі 2014 року. Вічна пам'ять полеглим героям за Волю України! Слава Україні та її Героям!!!" .
19 лютого українська жіноча команда з лижних гонок (Марія Лісогор і Катерина Сердюк) не стартувала у командному спринті класичним стилем. Спортсменки хотіли взяти участь в гонці з траурними стрічками в пам'ять про жертви трагічних подій у Києві, але МОК заборонив внесення змін до екіпірування, через що українки не вийшли на старт .

### Критика та бойкот
У 2008 році двоє депутатів Конгресу США заявляли про намір внести законопроєкт резолюції до МОКу про перенесення місця проведення Олімпіади, через близькість Сочі до районів проведення бойових дій у Південній Осетії.
Через наявність проблем з правами людини в Росії неодноразово виказувались пропозиції щодо відмови від участі в Іграх. Серед відомих заяв, в тому числі:
- 6 серпня 2013 р., міністр юстиції Німеччини Сабіна Лойтгойссер-Шнарренбергер — через обурення новим російським законом про заборону пропаганди гомосексуальності[14].
- 7 серпня 2013 р., британський телеведучий, актор і письменник Стівен Фрай — на знак протесту проти сумнозвісного «антигейського закону»[15].

Проведення олімпіади у Сочі також викликало критику з боку черкеських організацій, які домагаються визнання етнічних чисток під час Кавказької війни геноцидом та права на репатріацію для нащадків вимушених переселенців ХІХ ст. В Росії та за кордоном були проведені вуличні акції з вимогою визнання геноциду; організатори та учасники акції, проведеної у Нальчику, були затримані та побиті .
Про відмову поїхати на Олімпійські ігри в Сочі через брутальні порушення прав людини в Росії заявили такі державні діячі:
- Йоахім Ґаук — президент Німеччини
- Барак Обама — президент США[18]
- Джо Байден — віцепрезидент США
- Франсуа Олланд — президент Франції
- Девід Кемерон — прем'єр-міністр Великої Британії[18]
- Броніслав Коморовський — президент Польщі
- Дональд Туск — прем'єр-міністр Польщі
- Еліо ді Рупо — прем'єр-міністр Бельгії
- Ксавьє Беттель — прем'єр-міністр Люксембургу
- Даля Грибаускайте — президент Литви[18]
- Тоомас Гендрік Ільвес — президент Естонії
- Йоахим Герман[de] — міністр внутрішніх справ Баварії
- Катрін Ґерінґ-Екардт — віцепрезидентка Бундестагу ФРН
- Вів'єн Редінг — Єврокомісар з питань юстиції, прав та громадянства [18]

Політологи висловлювали думку про те, що амністія деяким категоріям політичних в'язнів Росії у грудні 2013 року була пов'язана з бойкотом Олімпіади з боку західних політиків [джерело?].
Володимир Путін, як стверджує російський телеканал «Дождь», під час свого візиту до Ватикану запропонував відвідати Ігри Папі Франциску .